# Margaret Haig Thomas, Tử tước Rhondda thứ 2
Margaret Haig Thomas, Tử tước thứ 2 Rhondda (12 tháng 6 năm 1883 – 20 tháng 7 năm 1958) là một nữ quý tộc người Wales, một nữ doanh nhân và là người đấu tranh tích cực cho quyền bầu cử của phụ nữ, có vai trò quan trọng trong lịch sử quyền bầu cử của phụ nữ ở Vương quốc Liên hiệp Anh.